# Allium sairamense
Allium sairamense — вид рослин з родини амарилісових (Amaryllidaceae); поширений у центральній Азії.

## Опис
Цибулина поодинока, майже куляста, діаметром 1–1.5 см; оболонка від білувато-бузкової до коричнювато-фіолетової. Листків 2, як правило, коротші від стеблини, завширшки 1–3 мм, півциліндричні, поля дрібно шершаво-дрібнозубчасті. Стеблина (15)25–40 см, циліндрична, вкрита листовими піхвами на ≈ 1/3 довжини. Зонтик від півсферичного до кулястого, багатоквітковий. Оцвітина від блідо-пурпурної до пурпурно-червоної; сегменти еліптично-ланцетні, 6–7 мм, верхівка гостра. Період цвітіння: червень — липень.

## Поширення
Поширення: Казахстан, Китай — західний Сіньцзян.
Населяє схили в лісах Picea, луки, субальпійські й альпійські схили.